# 凯文·帕特里克·马洛里
凯文·帕特里克·马洛里（Kevin Patrick Mallory），曾服务于美国陆军、外交安全局、国防情报局、中央情报局和美国在台协会。后因间谍罪被捕，被判刑20年。
马洛里于1981年从杨百翰大学毕业，居住在弗吉尼亚州利斯堡。被捕前，马洛里曾在美国陆军服役，并在1987至1990年间担任外交安全局特工。马洛里在其职业生涯中还曾为国防情报局工作。他是GlobalEx公司的私人顾问。马洛里此前曾在中情局（1990至1996年担任案件负责人，2010至2012年担任立约人）和美国在台协会工作。
2017年6月，凯文·马洛里被捕，并被指控为中国政府从事间谍活动，违反了《间谍法》。马洛里从中国情报人员手中拿到了特殊通讯设备，以便向他们发送文件，包括被列为最高机密的文件。那些被指控为中国情报部门工作的人，称他们自己是为上海社会科学院工作的。据称他拥有的某些材料，包含了来自人力情报的敏感信息。
2017年7月7日，在法庭初步审理期间，美国地区法官T·S·埃利斯三世认为马洛里有逃跑风险，且对国家安全存在潜在威胁，下令取消了其保释。FBI破解了其手机，并拿到八份文件，其中包括绝密文件。在给儿子的电话中，他曾打算将案件证据藏在他家中。2018年6月8日，马洛里被认定犯有四项罪名：密谋传递、企图传递和传递国防信息以协助外国政府，以及重大虚假陈述。2019年5月，他被判刑20年。